# Diastema quinquevulnerum
Diastema quinquevulnerum är en tvåhjärtbladig växtart som beskrevs av Jules Émile Planchon och Jean Jules Linden. Diastema quinquevulnerum ingår i släktet Diastema och familjen Gesneriaceae. Inga underarter finns listade i Catalogue of Life.